# 베렌베르크 은행

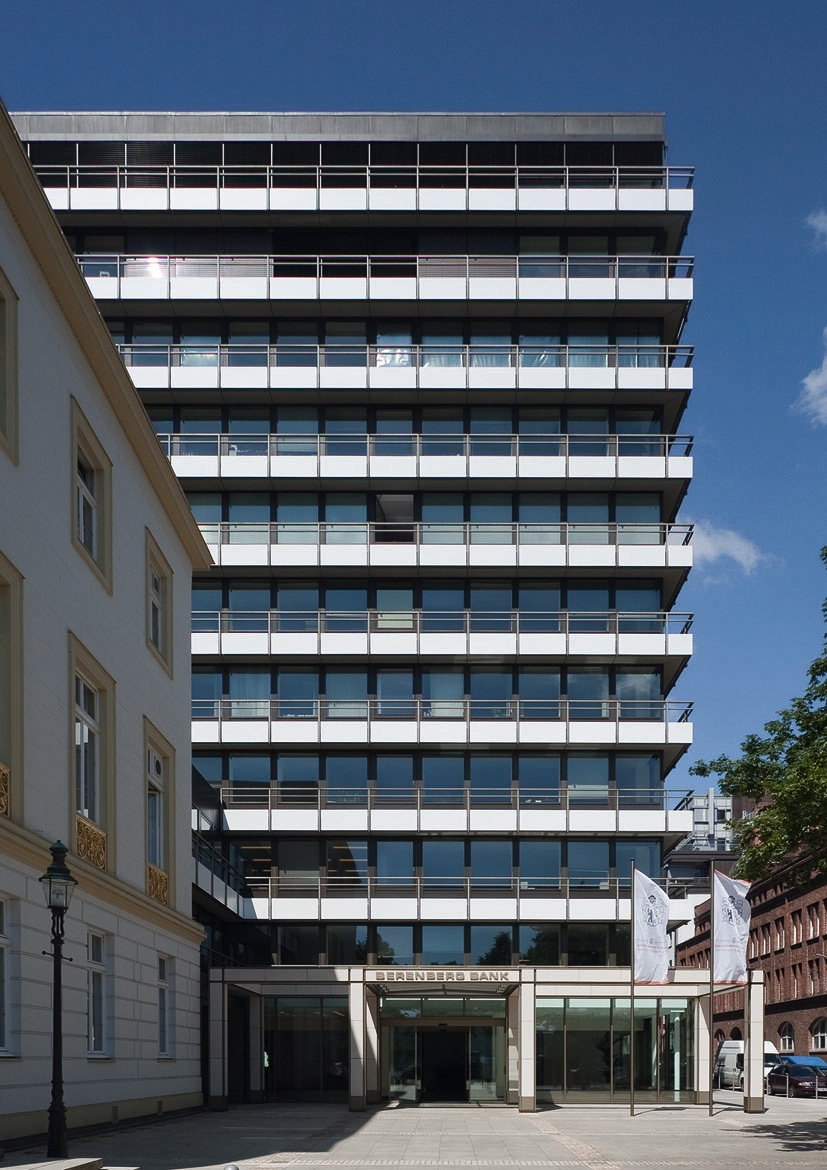
본사

베렌베르크 은행(Berenberg Bank)은 독일 함부르크에 위치한 다국적 풀 서비스 투자은행이다. 직원 수는 1,600명 정도이다.
플란데런 베렌베르크가(家)에 의해 1590년에 설립되었고 이에 따라 세계에서 가장 오래된 상업 은행이 되었다.

## 비즈니스 부문
이 은행은 다음의 비즈니스 부문에서 활동 중이다:
- 프라이빗 뱅킹
- 투자은행
- 자산운용
- 코퍼레이트 뱅킹